# Олишканы
Олишканы (рум. Olişcani, Олишкань) — село в Шолданештском районе Молдавии. Относится к сёлам, не образующим коммуну.

## География
Село расположено на высоте 186 метров над уровнем моря.

## Население
По данным переписи населения 2004 года, в селе Олишкань проживает 3025 человек (1504 мужчины, 1521 женщина).
Этнический состав села:
| Национальность | Число жителей | Процентный состав |
| -------------- | ------------- | ----------------- |
| молдаване      | 2990          | 98,84             |
| румыны         | 17            | 0,56              |
| русские        | 9             | 0,3               |
| украинцы       | 7             | 0,23              |
| прочие         | 2             | 0,07              |
| Всего          | 3025          | 100 %             |

## Известные уроженцы
- Иван Григорьевич Устиян — молдавский политик и экономист, председатель совета министров МССР в 1980—1985 гг.